# 維瓦拉島

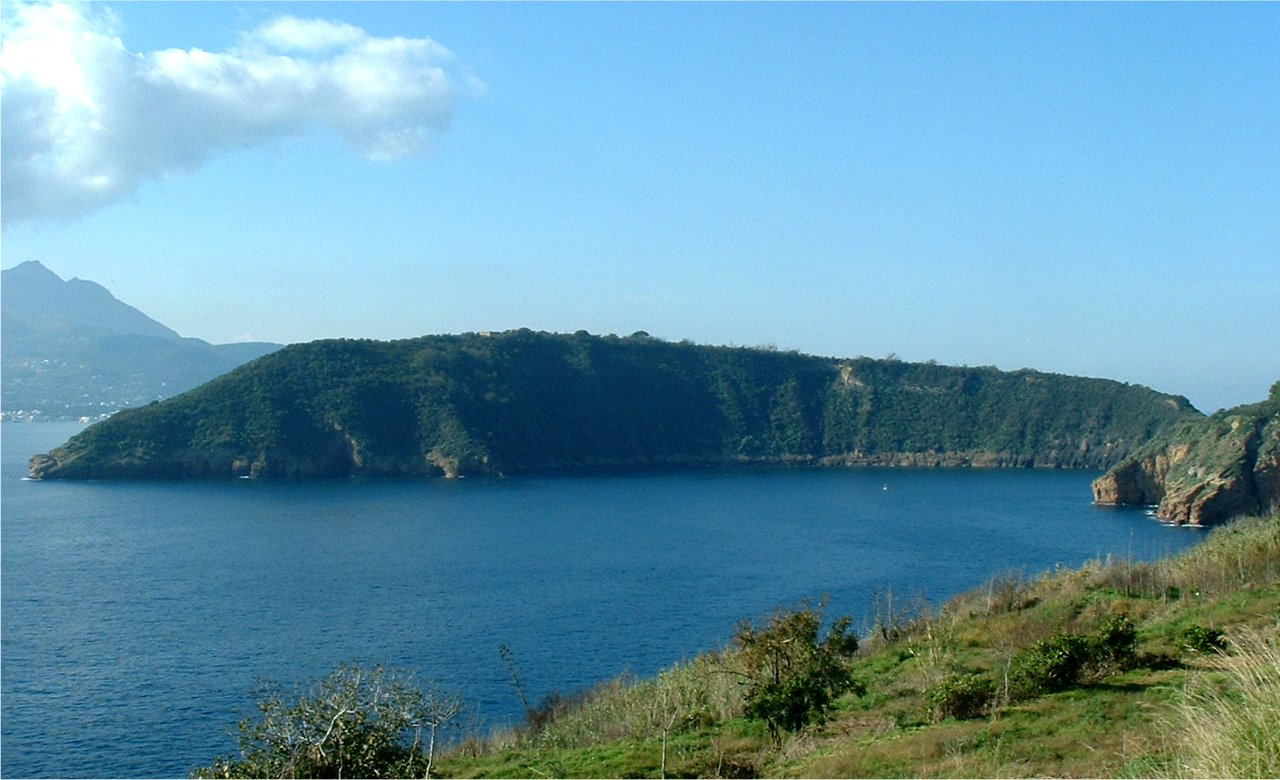

維瓦拉島是意大利的島嶼，位於那不勒斯灣，處於普羅奇達西南面，屬於坎帕尼亞群島的一部分，由那不勒斯广域市負責管轄，面積0.36平方公里，海拔高度110米，島上無人居住。

## 外部連結
- Gruppo Naturalistico Isola di Vivara （页面存档备份，存于） （意大利文）

40°44′40″N 13°59′37″E / 40.74444°N 13.99361°E